# 2. česká národní hokejová liga 1976/1977
2. česká národní hokejová liga 1976/1977 byla 4. ročníkem jedné ze skupin československé třetí nejvyšší hokejové soutěže, druhou nejvyšší samostatnou v rámci České socialistické republiky.

## Systém soutěže
24 týmů bylo rozděleno do tří osmičlenných regionálních skupin. Ve skupinách se všech 8 klubů utkalo čtyřkolově každý s každým (celkem 28 kol). Vítězové všech tří skupin postoupily do kvalifikace o 1. českou národní hokejovou ligu, ve které se utkaly dvoukolově každý s každým (celkem 4 kola). První dva týmy postoupily do dalšího ročníku 1. ČNHL.
Vzhledem k reorganizace a rozšíření soutěže pro další ročník nikdo nesestoupil.

## Základní část

### Skupina A
| Poř. | Tým                       | Z  | V  | R | P  | VB  | OB  | B  |
| ---- | ------------------------- | -- | -- | - | -- | --- | --- | -- |
| 1.   | VTJ Písek                 | 28 | 17 | 6 | 5  | 116 | 63  | 40 |
| 2.   | TJ Šumavan Vimperk        | 28 | 15 | 4 | 9  | 143 | 94  | 34 |
| 3.   | TJ Vodní stavby Tábor     | 28 | 13 | 5 | 10 | 130 | 127 | 31 |
| 4.   | TJ Jitex Písek            | 28 | 12 | 4 | 12 | 119 | 116 | 28 |
| 5.   | TJ Baník Sokolov          | 28 | 11 | 5 | 12 | 108 | 120 | 27 |
| 6.   | TJ Slavia PS Karlovy Vary | 28 | 11 | 3 | 14 | 89  | 100 | 25 |
| 7.   | TJ Slovan NV Louny        | 28 | 10 | 4 | 14 | 103 | 118 | 24 |
| 8.   | TJ Baník Příbram          | 28 | 4  | 7 | 17 | 84  | 154 | 15 |

### Skupina B
| Poř. | Tým                              | Z  | V  | R | P  | VB  | OB  | B  |
| ---- | -------------------------------- | -- | -- | - | -- | --- | --- | -- |
| 1.   | ASD Dukla Jihlava B              | 28 | 24 | 2 | 2  | 195 | 50  | 50 |
| 2.   | VTJ Litoměřice                   | 28 | 21 | 3 | 4  | 164 | 70  | 45 |
| 3.   | TJ Slavia IPS Praha              | 28 | 14 | 2 | 12 | 129 | 121 | 30 |
| 4.   | TJ Jiskra Havlíčkův Brod         | 28 | 10 | 5 | 13 | 104 | 141 | 25 |
| 5.   | TJ DP I. ČLTK Praha              | 28 | 9  | 5 | 14 | 93  | 114 | 23 |
| 6.   | TJ Spartak Nové Město nad Metují | 28 | 9  | 5 | 14 | 98  | 127 | 23 |
| 7.   | TJ Autoškoda Mladá Boleslav      | 28 | 6  | 3 | 19 | 80  | 142 | 15 |
| 8.   | VTJ Mělník                       | 28 | 5  | 3 | 20 | 74  | 172 | 13 |

ASD Dukla Jihlava B hrál svá domácí utkání v Liberci.

### Skupina C
| Poř. | Tým                          | Z  | V  | R | P  | VB  | OB  | B  |
| ---- | ---------------------------- | -- | -- | - | -- | --- | --- | -- |
| 1.   | TJ Meochema Přerov           | 28 | 23 | 0 | 5  | 136 | 69  | 46 |
| 2.   | VTJ Hodonín                  | 28 | 19 | 2 | 7  | 169 | 103 | 40 |
| 3.   | TJ Tatra Kopřivnice          | 28 | 18 | 3 | 7  | 157 | 82  | 39 |
| 4.   | TJ TŽ VŘSR Třinec            | 28 | 12 | 3 | 13 | 117 | 113 | 27 |
| 5.   | TJ Zetor Brno B              | 28 | 11 | 5 | 12 | 108 | 136 | 27 |
| 6.   | TJ AZ Havířov                | 28 | 9  | 4 | 15 | 95  | 107 | 22 |
| 7.   | TJ Lokomotiva Pramet Šumperk | 28 | 6  | 5 | 17 | 74  | 147 | 17 |
| 8.   | TJ Slovan Hodonín            | 28 | 2  | 2 | 24 | 74  | 173 | 6  |

Vzhledem k reorganizaci soutěží pro příští ročník, kdy došlo k rozšíření 2. ČNHL a zrušení divizí ze soutěže nikdo nesestoupil. Do soutěže naopak z divize přímo postoupily týmy VTJ Příbram, TJ Uhelné sklady Praha, TJ Spolana Neratovice, TJ Spartak BS Vlašim, TJ Spartak Lada Soběslav, TJ Kovosvit Holoubkov, TJ Stadion Teplice a TJ Baník SHD Most a z kvalifikace vítězů krajských přeborů TJ Lokomotiva Beroun, TJ Klatovy, TJ Slovan Frýdlant a TJ Sokol Ostrava-Poruba.

## Kvalifikace o 1. ČNHL
| Poř. | Tým                 | Z | V | R | P | VB | OB | B |
| ---- | ------------------- | - | - | - | - | -- | -- | - |
| 1.   | TJ Meochema Přerov  | 4 | 3 | 0 | 1 | 12 | 8  | 6 |
| 2.   | ASD Dukla Jihlava B | 4 | 2 | 0 | 2 | 11 | 10 | 4 |
| 3.   | VTJ Písek           | 4 | 1 | 0 | 3 | 8  | 13 | 2 |

Týmy TJ Meochema Přerov a ASD Dukla Jihlava B postoupily do dalšího ročníku 1. ČNHL. Nahradily je sestupující týmy TJ Kolín, TJ Spartak ZVÚ Hradec Králové.